# Резерфордовский кабель
Резерфо́рдовский кабель — сверхпроводящий кабель, разработанный в начале 1970 годов в Лаборатории Резерфорда — Эплтона, Великобритания, для производства сильнополевых сверхпроводящих магнитов ускорителей высоких энергий и детекторов частиц.

## История и описание
Кабель был разработан в лаборатории Rutherford High Energy Laboratory (RHEL), позже получившей название Лаборатории Резерфорда-Эплтона, первые публикации 1972 года связаны с именами Г.Е. Галлахер-Даггит и М.Н. Уилсона. Кабель представляет собой плоскую косичку, которая получается сплющиванием полого закрученного по спирали пучка проводов. Изначально использовался ниобий-титановый провод из сверхпроводящих филаментов в медной матрице, однако в настоящее время изготавливаются резерфордовские кабели и из другого провода, например ниобий-оловянного и из высокотемпературных сверхпроводников.

## Применение
Кабель разрабатывался для поворотных магнитов с сильным полем в ускорителях высоких энергий, где важна высокая плотность тока ("инженерная" плотность тока: 500-700 А/мм2), механическая стабильность и точность. Резерфордовский кабель использован для обмоток магнитов, как дипольных, так и квадрупольных, большинства крупных сверхпроводящих синхротронов (RHIC, Tevatron, HERA, LHC). Так, для LHC произведено свыше 7500 километров резерфордовского кабеля.